# Southern blot
Southern blot används för att fastställa molekylvikten och den relativa mängden eller förekomsten av en viss DNA-sekvens. 
Tekniken har sitt namn efter Edwin Southern som utvecklade den. 
En southern blot består av flera steg:
1. Ett DNA-prov körs på gelelektrofores, ofta efter att först ha fragmenterats (delats upp i mindre bitar) genom klyvning av restriktionsenzym.
2. Sedan överförs DNA-bitarna till ett membran. Där får de binda, hybridisera, till en DNA-sekvens som man märkt in så att den går att detektera, en prob.
3. Sedan man tvättat bort prober som inte bundit till DNA-sekvenserna på membranet detekterar man proben.
4. Den bild som erhålls visar dels den eller de platser där proben bundit, och därigenom hur stor den bit DNA som proben bundit till är, och dels ger signalens styrka ett mått på den relativa förekomsten av DNA-sekvensen.